# Dean Rusk

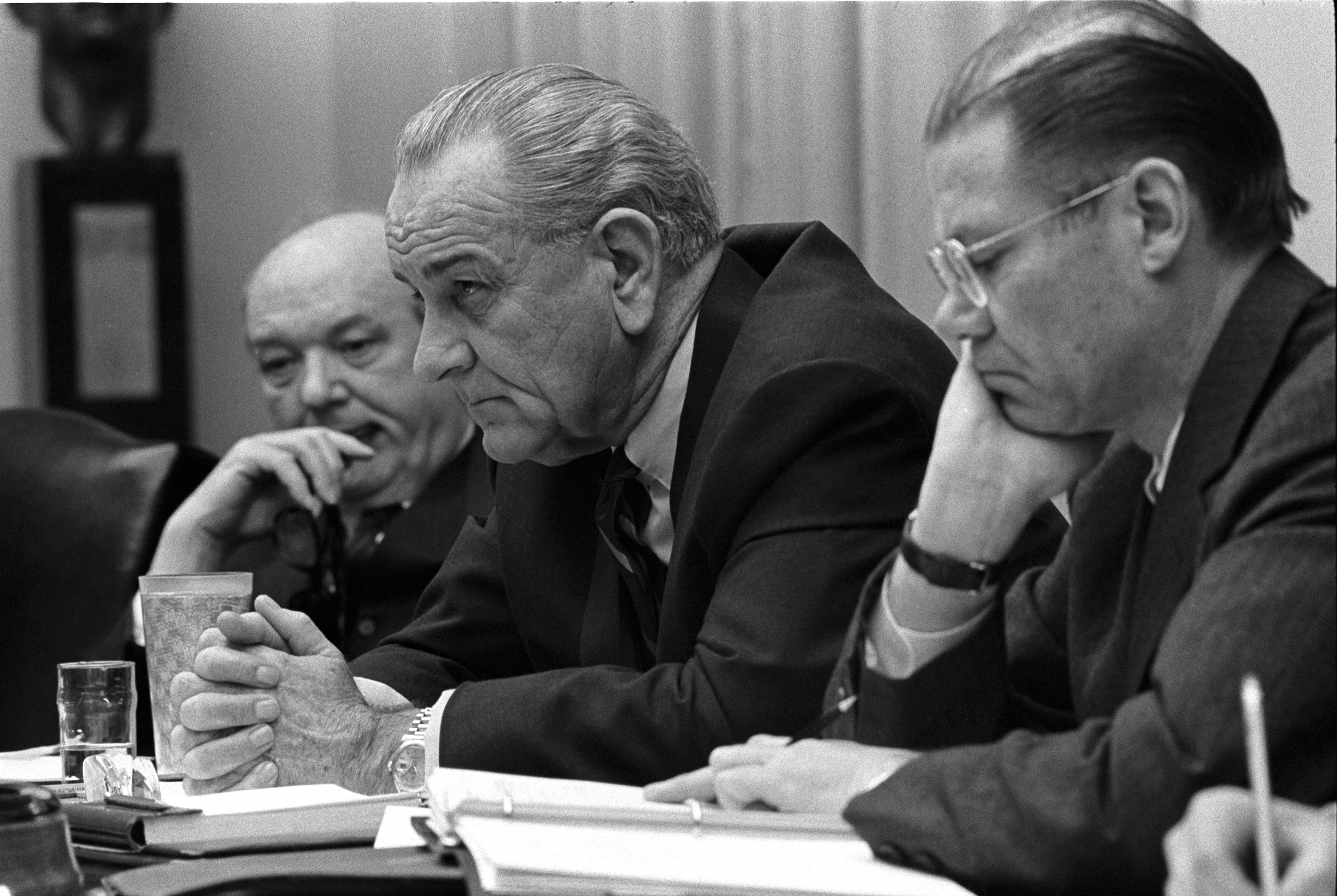
Dean Rusk, Lyndon B. Johnson y Robert McNamara, el 2 de septiembre de 1968.

Dean Rusk (Cherokee, Georgia; 9 de febrero de 1909-Athens, Georgia; 20 de diciembre de 1994) fue un político estadounidense. Fue Secretario de Estado de los Estados Unidos durante las presidencias de John F. Kennedy y Lyndon B. Johnson, entre 1961 y 1969. Rusk fue el segundo Secretario de Estado que ejerció durante más tiempo el cargo, detrás de Cordell Hull.

## Infancia y educación
Rusk nació en el condado de Cherokee, Georgia, y fue educado en Atlanta, dejando la escuela en 1925 para trabajar durante dos años para un abogado. Estudió en el Davidson College (Carolina del Norte) y gracias a una beca Rhodes, asistió al Saint John's College, de la Universidad de Oxford, donde obtuvo un título de posgrado en 1934. Recibió el Premio de la Paz de Cecil en 1933.
Entre 1934 y 1940, Rusk fue profesor de derecho administrativo en el Mills College, en Oakland (California). Estudió derecho en la Universidad de California, Berkeley, promoción de 1940. Durante la Segunda Guerra Mundial se alistó en la infantería como capitán de la reserva (había sido un cadete teniente coronel del Cuerpo de Reserva), sirvió en Birmania, China y en la India como oficial del estado mayor y terminó la guerra como coronel con la Legión al Mérito.
Se casó con Virginia Foisie en 1937 y tuvieron tres niños.

## Carrera anterior a 1961
Volvió a los Estados Unidos para trabajar brevemente para el Departamento de Guerra en Washington. Se unió al Departamento de Estado en febrero de 1945 trabajando para la oficina de Asuntos de las Naciones Unidas. En el mismo año, aconsejó dividir Corea en dos partes, una bajo la influencia de los Estados Unidos y otra bajo la influencia soviética al norte del Paralelo 38. Fue nombrado Subsecretario de Estado adjunto en 1949. Fue nombrado Subsecretario del Estado para Asuntos del Extremo Oriente en 1950 y jugó un papel influyente en la decisión estadounidense de implicarse en la guerra de Corea, y también en la compensación de Japón a los países victoriosos en la posguerra, conocidos como los "documentos de Rusk". Sin embargo era un diplomático cauteloso y siempre buscaba el apoyo internacional. 
Rusk fue un fideicomisario de la Fundación Rockefeller desde 1950 hasta 1961. En 1952 sucedió a Chester L. Barnard como presidente de la Fundación. El 12 de diciembre de 1960, Rusk fue nombrado Secretario de Estado, asumiendo su cargo en enero de 1961, donde por convención se vio forzado a dejar la presidencia de la Fundación.

## Secretario de Estado
Como Secretario de Estado fue partidario de la línea dura, un creyente del uso de la acción militar para combatir el comunismo. Durante la crisis de los misiles de Cuba al principio apoyó una acción militar inmediata, pero pronto redirigió su opinión hacia esfuerzos diplomáticos. Su defensa pública de acciones estadounidenses en la guerra de Vietnam le hicieron un objetivo frecuente de protestas pacifistas. Aparte de su trabajo contra el comunismo, siguió con sus ideas de la Fundación Rockefeller para ayudar a naciones en desarrollo y también apoyó tarifas bajas para animar el comercio mundial. Rusk también provocó la ira de los partidarios de Israel después de saberse que el incidente del USS Liberty era un ataque deliberado contra el barco, en lugar de un accidente.
Como recordó en su autobiografía, "As I Saw It" (Como Yo Lo Vi), Rusk no tenía una buena relación con Kennedy y repetidamente ofreció su dimisión. Justo después de que el presidente fuera asesinado, Rusk siguió el procedimiento acostumbrado de ofrecer al nuevo presidente, Lyndon Johnson, su dimisión. Sin embargo, Johnson le dijo que se quedara y los dos se hicieron amigos.

## Retiro
Rusk recibió tanto el Premio de Sylvanus Thayer como la Medalla Presidencial de la Libertad en 1969.
Después de su retiro, enseñó derecho internacional en la Escuela de Derecho de la Universidad de Georgia en Athens (Georgia), entre 1970 y 1984.
La Escuela Secundaria Dean Rusk en Canton, Georgia, se llama así en su honor.